# 西新井栄町
西新井栄町（にしあらいさかえちょう）は、東京都足立区の町名。現行行政地名は西新井栄町一丁目から三丁目。住居表示実施済み区域である。

## 地理
隣接する地域は、北は栗原、東は梅島および梅田、南は関原、西は西新井本町。
西新井栄町一丁目の大部分は日清紡績東京工場の広大な跡地である。現在は再開発が行なわれ、複数のマンション、アリオ西新井、公園などが整備されている。
鉄道では北千住駅・浅草駅・上野駅・秋葉原駅・六本木駅・錦糸町駅・大手町駅・渋谷駅、バスでは王子駅・池袋駅・赤羽駅など主要ターミナルと乗り換え不要で到達することが可能である。
二丁目東部は西新井駅西口前商店街が形成され、二丁目西部から三丁目にかけては住宅地として利用される。

## 歴史

### 地名の由来
1973年（昭和48年）に当地区に住居表示を実施するにあたり、新町名を付けることとなった。この地区は町域のほとんどが1932年の足立区成立以前は旧南足立郡梅島町に属していた栗原町、梅田町で占められ、旧南足立郡西新井町に属していた地域は興野町などがわずかに含まれるのみであった。しかし、西新井駅の西側に位置し、その町域が西新井大師の南側まで広がっていたことから、社会生活上で「西新井」を名乗ったほうが便利であり、また今後の町の発展・繁栄を願う意味も込めて「西新井栄町」と命名された。

### 年表
- 1973年（昭和48年）5月1日 - 栗原町、梅田町、本木町二丁目、興野町の一部または全部をもって「西新井栄町」が成立。

## 世帯数と人口
2025年（令和7年）1月1日現在（足立区発表）の世帯数と人口は以下の通りである。
| 丁目             | 世帯数    | 人口     |
| ---------------- | --------- | -------- |
| 西新井栄町一丁目 | 3,239世帯 | 6,718人  |
| 西新井栄町二丁目 | 1,055世帯 | 1,643人  |
| 西新井栄町三丁目 | 981世帯   | 1,742人  |
| 計               | 5,275世帯 | 10,103人 |

### 人口の変遷
国勢調査による人口の推移。
| 年                 | 人口   |
| ------------------ | ------ |
| 1995年（平成7年）  | 6,062  |
| 2000年（平成12年） | 5,199  |
| 2005年（平成17年） | 4,862  |
| 2010年（平成22年） | 9,806  |
| 2015年（平成27年） | 9,936  |
| 2020年（令和2年）  | 10,109 |

### 世帯数の変遷
国勢調査による世帯数の推移。
| 年                 | 世帯数 |
| ------------------ | ------ |
| 1995年（平成7年）  | 2,854  |
| 2000年（平成12年） | 2,401  |
| 2005年（平成17年） | 2,372  |
| 2010年（平成22年） | 4,833  |
| 2015年（平成27年） | 4,697  |
| 2020年（令和2年）  | 5,041  |

## 学区
区立小・中学校に通う場合、学区は以下の通りとなる（2023年4月時点）。なお、足立区では学校選択制度を導入しており、区内全域から選択することが可能。ただし、小学校に関しては、2018年（平成30年）度から学区域または学区域に隣接する学校のみの選択になる。
| 丁目             | 番地                                                                      | 小学校               | 中学校             |
| ---------------- | ------------------------------------------------------------------------- | -------------------- | ------------------ |
| 西新井栄町一丁目 | 1〜8番 14番                                                               | 足立区立亀田小学校   | 足立区立第九中学校 |
| 西新井栄町一丁目 | 15〜18番                                                                  | 足立区立亀田小学校   | 足立区立第七中学校 |
| 西新井栄町一丁目 | 19番以降                                                                  | 足立区立栗原小学校   | 足立区立第七中学校 |
| 西新井栄町一丁目 | 9〜13番                                                                   | 足立区立栗原小学校   | 足立区立第十中学校 |
| 西新井栄町二丁目 | 全域                                                                      | 足立区立栗原小学校   | 足立区立第十中学校 |
| 西新井栄町三丁目 | 3番6〜10号 4番7〜15号 5番18号 6番1〜2・6〜8号 6番10号以降 7番以降         | 足立区立栗原小学校   | 足立区立第十中学校 |
| 西新井栄町三丁目 | 1番〜3番5号 3番11号〜4番6号 4番16号〜5番17号 5番19号〜最終号 6番3〜5・9号 | 足立区立西新井小学校 | 足立区立第五中学校 |

## 事業所
2021年（令和3年）現在の経済センサス調査による事業所数と従業員数は以下の通りである。
| 丁目             | 事業所数  | 従業員数 |
| ---------------- | --------- | -------- |
| 西新井栄町一丁目 | 256事業所 | 3,810人  |
| 西新井栄町二丁目 | 167事業所 | 1,242人  |
| 西新井栄町三丁目 | 73事業所  | 390人    |
| 計               | 496事業所 | 5,442人  |

### 事業者数の変遷
経済センサスによる事業所数の推移。
| 年                 | 事業者数 |
| ------------------ | -------- |
| 2016年（平成28年） | 502      |
| 2021年（令和3年）  | 496      |

### 従業員数の変遷
経済センサスによる従業員数の推移。
| 年                 | 従業員数 |
| ------------------ | -------- |
| 2016年（平成28年） | 5,217    |
| 2021年（令和3年）  | 5,442    |

## 交通

### 鉄道
- 西新井駅 - 駅番号 TS 13
  - ■■東武伊勢崎線（東武スカイツリーライン）
  - ■東武大師線

### 道路
- 東京都道318号環状七号線（環七通り）
- 東京都道461号吾妻橋伊興町線（尾竹橋通り）

## 施設
- 足立都税事務所
- アリオ西新井
- 西新井栄町住区センター
- 西新井警察署
- 東京都足立都税事務所
- 西新井さかえ公園
- 足立区立亀田小学校
- 足立区立栗原小学校
- ノジマ西新井店
- 東京洪誠病院
- 天正稲荷

## 史跡
- 梅樹庵跡
- 旧名主水野家屋敷

## その他

### 日本郵便
- 郵便番号 : 123-0843[3]（集配局 : 足立西郵便局[15]）。